# Abraham Brinkman
Abraham Brinkman (Beilen, 9 januari 1908 - Groningen, 31 mei 1968) was een Nederlands politicus en verzetsstrijder.

## Loopbaan
Brinkman was een zoon van dr. Jan Brinkman, predikant in Beilen, en Aleida Dela Bramer. Hij studeerde rechten aan de Rijksuniversiteit Groningen. Na zijn studie werd hij volontair bij de gemeentesecretarie van Winschoten en later van Wadenoijen. Hij werd per 1 september 1938 benoemd tot burgemeester van Uithuizen. 
Tijdens de Tweede Wereldoorlog werd hij op 3 mei 1943 op last van de bezetter ontslagen. Hij dook onder voor de Sicherheitsdienst kwam om hem te arresteren en nam actief deel aan het verzet. Na de oorlog keerde hij terug in het ambt. Hij overleed in 1968 op 60-jarige leeftijd.